# Godronia foliicola
Godronia foliicola är en svampart som tillhör divisionen sporsäcksvampar, och som beskrevs av Schläpf.-Bernh. Godronia foliicola ingår i släktet Godronia, och familjen Helotiaceae. Arten är reproducerande i Sverige.